# Miagrammopes unguliformis
Espèce
Miagrammopes unguliformis est une espèce d'araignées aranéomorphes de la famille des Uloboridae.

## Distribution
Cette espèce est endémique du Guizhou en Chine,.

## Publication originale
- Dong, Zhu & Yoshida, 2004 : Three new species of the genus Miagrammopes from China (Araneae: Uloboridae). Acta Arachnologica Sinica, vol. 13, p. 65-70.